# Verena Huber
Verena Huber (* 1938 in Basel) ist eine Schweizer Innenarchitektin, Publizistin und Kunstlehrerin.

## Leben und Werk
Verena Huber schloss 1961 ihr Studium an der Fachklasse für Innenausbau an der Kunstgewerbeschule Zürich bei Willy Guhl ab. 1967 gründete sie ihr eigenes Innenarchitekturbüro, in dem sie seit 2001 nur noch beratend tätig ist.
Verena Huber unterrichtete von 1980 bis 2003 an der Architekturabteilung der Zürcher Hochschule in Winterthur. Als Fachjournalistin schrieb sie für verschiedene Fachzeitschriften und stand als Präsidentin Fachvereinigungen vor. Seit 2004 widmet sie sich freien Projekten. 2022 erhielt Verena Huber den Schweizer Grand Prix Design.